# 塔山大桥
塔山大桥是浙江省丽水市青田县鹤城街道的一座跨瓯江桥梁，北侧为塔山隧道南口，北口位于临江东路和鹤城东路交汇处，南接330国道。该桥为预应力混凝土V型墩连续刚构桥，全桥总长1000米，包括主桥、引桥、隧道，桥宽18米，4车道。
2003年10月30日，工程开工，2006年7月18日正式通车。